# Martina Bischof
Martina Bischof (Berlim, 23 de novembro de 1957) é uma ex-velocista alemã na modalidade de canoagem.

## Carreira
Foi vencedora da medalha de Ouro em K-2 500 m em Moscovo 1980